# NGC 843
NGC 843 је тројна звезда у сазвежђу Троугао која се налази на NGC листи објеката дубоког неба.
Деклинација објекта је + 32° 5' 54" а ректасцензија 2h 11m 8,2s. Привидна величина (магнитуда) објекта NGC 843 износи 12,7.